# Char Ansaldo P26/40
Pour les articles homonymes, voir Ansaldo (homonymie).
Le char Ansaldo P26/40, ou P-26/40, est un char d'assaut italien de 26 tonnes nominales conçu à la fin des années 1930. Il est né de la conclusion de l'État-Major de l'Armée royale italienne que les chars de moyen tonnage « M » n'auraient pas pu résister très longtemps aux nouveaux chars étrangers, dont la gamme moyenne tendait à dépasser les 20 tonnes.

## Histoire
L'étude de ce nouveau char ne commença qu'après la décision d'interrompre le projet d'un char M « saharien », une sorte de Crusader italien qui, selon les études initiales, devait être armé  d'un canon court de 75/18, avec un blindage semblable aux autres chars « M ». Tout changea après que l'armée eut analysé un char russe T-34. Les formes du prototype furent largement modifiées, notamment au niveau de la caisse aux lignes plus fuyantes. Au terme de cette « reconstruction », achevée en juillet 1942, le P.26/40 fut réarmé d'un canon de 75/34, définitivement cette fois. La dernière modification importante du prototype concerna le garde-boue auquel on ajouta des plaques latérales anti-sable. Le char fut finalement homologué par le CSM (Centro Studi Motorizzazione) dans la circulaire 71873 du 25 novembre 1942, après une série de tests menés à Nettuno.
Le nouveau char disposait d'une technologie d'avant-garde, avec une toute nouvelle motorisation diesel, qui développait une puissance très élevée de 420 chevaux, équivalente à celle des derniers chars géants russes. Ce moteur, complètement nouveau, avait été conçu par FIAT-S.P.A.
L'armée du roi d'Italie, le « Regio Esercito », passa une première commande de 500 exemplaires du nouveau char le 22 avril 1942, avec l'intention de la compléter par la suite pour arriver à 1200 ou 1500 exemplaires. Mais ces chiffres excédaient de loin la capacité de l'industrie italienne de l'époque. La construction du P.26/40 ne débuta qu'en mai 1943 car l'usine FIAT-S.P.A. de Turin fut bombardée en novembre 1942. Une première série de 21 exemplaires ne sortit des chaînes d'assemblage qu'en juillet 1943.
Au 30 juillet 1943, le Regio Esercito ne disposait que d'un seul P.26/40 en service, encore en phase d'essai dans les environs de Rome. Le jour de l'armistice, le 8 septembre 1943, les Allemands en réquisitionnèrent 5 prêts à être livrés. La production se poursuivit ensuite pour le compte de la Wehrmacht, qui en reçut 24 fin 1943, dont 11 sans moteur, utilisés pour la défense statique de la ligne Gothique. En 1944, 77 autres P.26/40 furent construits pour les forces nazies et 13 autres en 1945. Leurs nouveaux propriétaires les rebaptisèrent PzKpfw P 40 737 (i)  et les répartirent entre deux compagnies de la Schutzpolizei et une des Waffen SS.
Le fait que le P.40 n'ait pas été employé par l'armée régulière italienne contre d'autres chars de sa catégorie rend l'évaluation de ses capacités difficile. Toutefois, le fait que les armées nazies l'aient comparé à leur Panzer IV Ausf G et l'aient jugé digne d'être produit jusqu'en 1945 montre qu'il avait une valeur militaire plus que certaine.
Il faut dire que ce char avait une vitesse supérieure au Panzer IV et que son blindage était beaucoup plus efficace. Ce seront plus de 100 chars italiens qui seront livrés aux troupes allemandes.
Après l'armistice, les sociétés Fiat, Ansaldo, Breda et S.P.A. mirent à l'étude le char lourd P.43 avec des motorisations diesel dépassant les 700 cv.